# Città del Lesotho

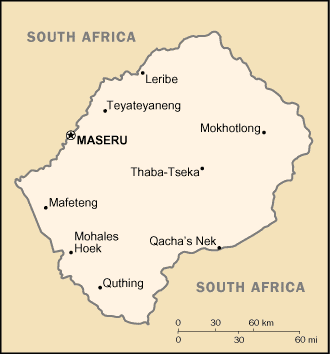
Mappa del Lesotho

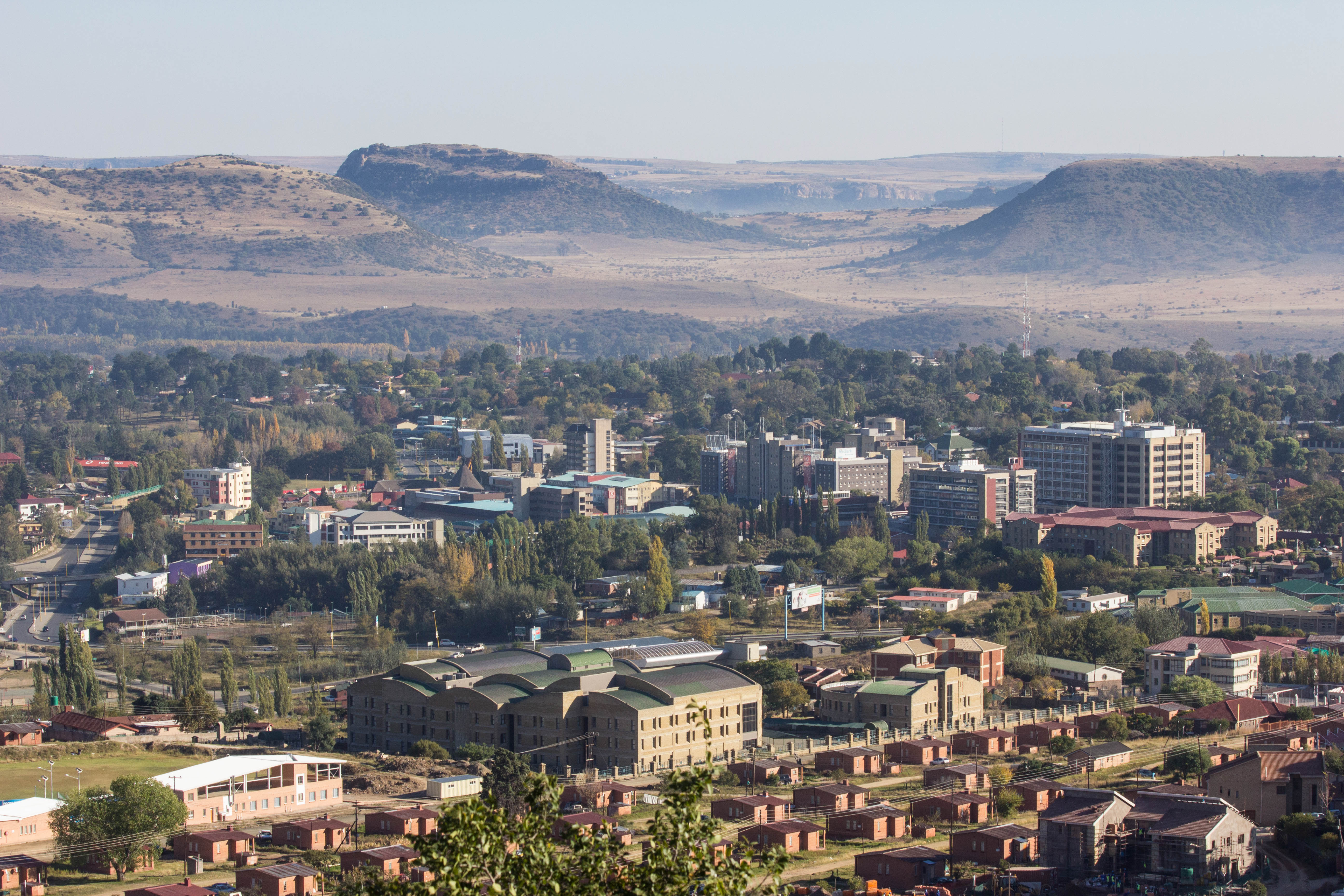
Maseru, Capitale del Lesotho

Lista di città del Lesotho.
| Città del Lesotho | Città del Lesotho | Città del Lesotho | Città del Lesotho | Città del Lesotho | Città del Lesotho          |
| Rank              | Città             | Popolazione       | Popolazione       | Popolazione       | Distretto                  |
| Rank              | Città             | Cens. 1986        | Cens. 1996        | Stima 2005        | Distretto                  |
| ----------------- | ----------------- | ----------------- | ----------------- | ----------------- | -------------------------- |
| 1.                | Maseru            | 98017             | 137837            | 218355            | Distretto di Maseru        |
| 2.                | Teyateyaneng      | 24336             | 48869             | 75115             | Distretto di Berea         |
| 3.                | Mafeteng          | 12598             | 20804             | 57059             | Distretto di Mafeteng      |
| 4.                | Hlotse            | 8021              | 23122             | 47675             | Distretto di Leribe        |
| 5.                | Mohale's Hoek     | 7899              | 17871             | 40514             | Distretto di Mohale's Hoek |
| 6.                | Maputsoe          | 8267              | 27951             | 32117             | Distretto di Leribe        |
| 7.                | Qacha's Nek       | 4589              | 4797              | 25573             | Distretto di Qacha's Nek   |
| 8.                | Quthing           | 4471              | 9858              | 24130             | Distretto di Quthing       |
| 9.                | Peka              | N.A.              | N.A.              | 17161             | Distretto di Leribe        |
| 10.               | Butha-Buthe       | 7509              | 12611             | 16330             | Distretto di Butha-Buthe   |
| 11.               | Roma              | 5817              | N.A.              | 11612             | Distretto di Maseru        |
| 12.               | Mokhotlong        | 2257              | 4275              | 8809              | Distretto di Mokhotlong    |
| 13.               | Thaba-Tseka       | 2127              | 4449              | 5423              | Distretto di Thaba-Tseka   |